# Jean Makoun
Jean II Makoun (Yaoundé, 29 mei 1983) is een voormalig profvoetballer uit Kameroen die onder contract stond bij Stade Rennais. De middenvelder speelde eerder voor onder meer Aston Villa, Olympique lyonnais, Lille OSC en Tonnerre Yaoundé. Ook kwam hij uit voor het Kameroens voetbalelftal.

## Clubvoetbal

### Lille OSC
In 2000 wordt hij binnengehaald bij de Noord-Franseclub Lille OSC. Maar op het moment dat hij in Kameroen een visa aanvraagt, duurt het een jaar voordat hij deze ontvangt. Makoun en Lille houden contact met elkaar, en begin 2001 ontvangt Makoun dan eindelijk zijn visum, waarna hij tijdelijk wordt geplaatst in het B-team om terug te komen op behoorlijk niveau.
Op 2 november 2002 maakt Makoun zijn debuut in de Ligue 1 in de wedstrijd tegen SC Bastia. In het seizoen 2003/2004 grijpt de verdedigende middenvelder definitief zijn kans op een basisplaats. Vanaf dat seizoen kent de Kameroense voetballer goede periodes bij de club. Met Lille won Makoun de UEFA Intertoto Cup in 2004, werd hij vice-landskampioen in 2005 en bereikte hij de 1/8 finales in de Champions League tijdens het seizoen 2006/2007.
Onder leiding van trainer Claude Puel groeit Makoun uit tot een van de smaakmakers in de Ligue 1. Het leverde hem op 16 juni 2008 een transfer op naar Olympique Lyonnais voor ongeveer 14 miljoen euro. Hij tekende een contract voor 4 jaar.

### Olympique Lyonnais
Met ingang van het seizoen 2008/09 speelt Makoun bij La Reine met het rugnummer 17, uit eerbetoon aan zijn overleden landgenoot Marc-Vivien Foé, die eerder als contractspeler van Lyon in 2003 aan een hartaanval overleed op het veld van Stade de Gerland.

### Aston Villa
Per januari 2011 komt Makoun uit voor Aston Villa. Voor een bedrag van 8 miljoen euro nam de Engelse club hem over van Olympique Lyon.

### Stade Rennais
In augustus 2012 werd Makoun verhuurd aan het Franse Stade Rennais. Op 1 april 2013 werd bekend dat Stade Rennais Makoun definitief zal overnemen vanaf 1 juli 2013. Bij de transfer is een bedrag van 3 miljoen euro gemoeid.

## Interlands

### Kameroens voetbalelftal
De carrière van Makoun als international begon in Duitsland, waar hij met de Kameroense selectie een stage afwerkte. Hij maakte zijn debuut voor de Ontembare Leeuwen in een oefenwedstrijd tegen het plaatselijke Eintracht Trier (2-1 winst). Vanaf dat moment werd Makoun regelmatig opgeroepen voor het Kameroens voetbalelftal.
Op 17 november 2013 loodste Makoun zijn land naar de wereldbeker in Brazilië door in de beslissende kwalificatiewedstrijd tegen Tunesië twee keer te scoren.

## Statistieken
| Seizoen | Club               | Competitie     | Wedstrijden | Goals |
| ------- | ------------------ | -------------- | ----------- | ----- |
| 2002/03 | Lille OSC          | Ligue 1        | 10          | 0     |
| 2003/04 | Lille OSC          | Ligue 1        | 32          | 1     |
| 2004/05 | Lille OSC          | Ligue 1        | 33          | 0     |
| 2005/06 | Lille OSC          | Ligue 1        | 31          | 5     |
| 2006/07 | Lille OSC          | Ligue 1        | 33          | 1     |
| 2007/08 | Lille OSC          | Ligue 1        | 26          | 2     |
| 2008/09 | Olympique Lyonnais | Ligue 1        | 35          | 6     |
| 2009/10 | Olympique Lyonnais | Ligue 1        | 18          | 1     |
| 2010/11 | Olympique Lyonnais | Ligue 1        | 13          | 1     |
| 2010/11 | Aston Villa        | Premier League | 22          | 3     |
| 2011/12 | Aston Villa        | Premier League |             |       |
| 2012/13 | Stade Rennais      | Ligue 1        |             |       |
| 2013/14 | Stade Rennais      | Ligue 1        |             |       |
| 2014/15 | Stade Rennais      | Ligue 1        |             |       |

Bijgewerkt tot 6 januari 2015

## Erelijst

### Met clubteams
- Vice-landskampioen Frankrijk: 2005 (Lille OSC)
- UEFA Intertoto Cup: 2004 (Lille OSC)

### Met Kameroen
- Finalist CAF Afrika Cup: 2008